# Jump They Say
"Jump They Say" é uma canção do músico britânico David Bowie, do seu álbum Black Tie White Noise. A faixa foi originalmente lançada como single em março de 1993.
A faixa trata dos sentimentos de Bowie pelo seu meio-irmão Terry, que era esquizofrênico e cometeu suicídio em 16 de janeiro de 1985. A letra fala de um homem levado a absoluto desespero devido à pressão exercida sobre si. Bowie também citou como inspiração os seus próprios sentimentos acerca de pular para o desconhecido metafisicamente. Musicalmente, a influência do produtor Nile Rodgers levou a uma sonoridade baseada no funk, mas a faixa também tem influências de jazz contemporâneo, com um solo do trompetista de avant-jazz Lester Bowie.

## Créditos
- Produtores:
  - Nile Rodgers
- Músicos:
  - David Bowie – vocal principal, saxofone
  - Nile Rodgers – guitarra, loops de bateria
  - Barry Campbell – baixo
  - Richard Hilton – teclado
  - Lester Bowie – trompete